# Gerry Weber Open 2006
Gerry Weber Open 2006 — тенісний турнір, що проходив на трав'яних кортах у місті Галле, Німеччина з 12 червня. Належав до категорії ATP International Series.

## Фінальна частина

### Одиночний розряд
Роджер Федерер —  Томаш Бердих 6–0, 6–7(4–7), 6–2

### Парний розряд
Фабріс Санторо /  Ненад Зімоньїч —  Міхаель Кольманн /  Райнер Шуттлер 6–0, 6–4